# Fangensis spelaeus
Espèce
Fangensis spelaeus est une espèce d'opilions cyphophthalmes de la famille des Stylocellidae.

## Distribution
Cette espèce est endémique de la province de Kanchanaburi en Thaïlande. Elle se rencontre à Sai Yok dans la grotte Tham Kaeng Lawa.

## Description
Le mâle holotype mesure 3,32 mm et la femelle paratype 3,73 mm, les mâles mesurent de 3,11 à 3,33 mm et les femelles de 3,35 à 3,74 mm.

## Étymologie
Son nom d'espèce lui a été donné en référence au lieu de sa découverte, une grotte.

## Publication originale
- Schwendinger & Giribet, 2005 : « The systematics of the south-east Asian genus Fangensis Rambla (Opiliones : Cyphophthalmi : Stylocellidae). » Invertebrate Systematics, vol. 19, no 4, p. 297–323.